# 冥后星
冥后星（26 Proserpina）是第26颗被人类发现的小行星，于1853年5月5日发现。冥后星的直径为95.1千米，质量为9.0×1017千克，公转周期为1581.184天。
冥后星以羅馬神話的冥府女王普洛塞庇娜命名。